# Ambiguidade

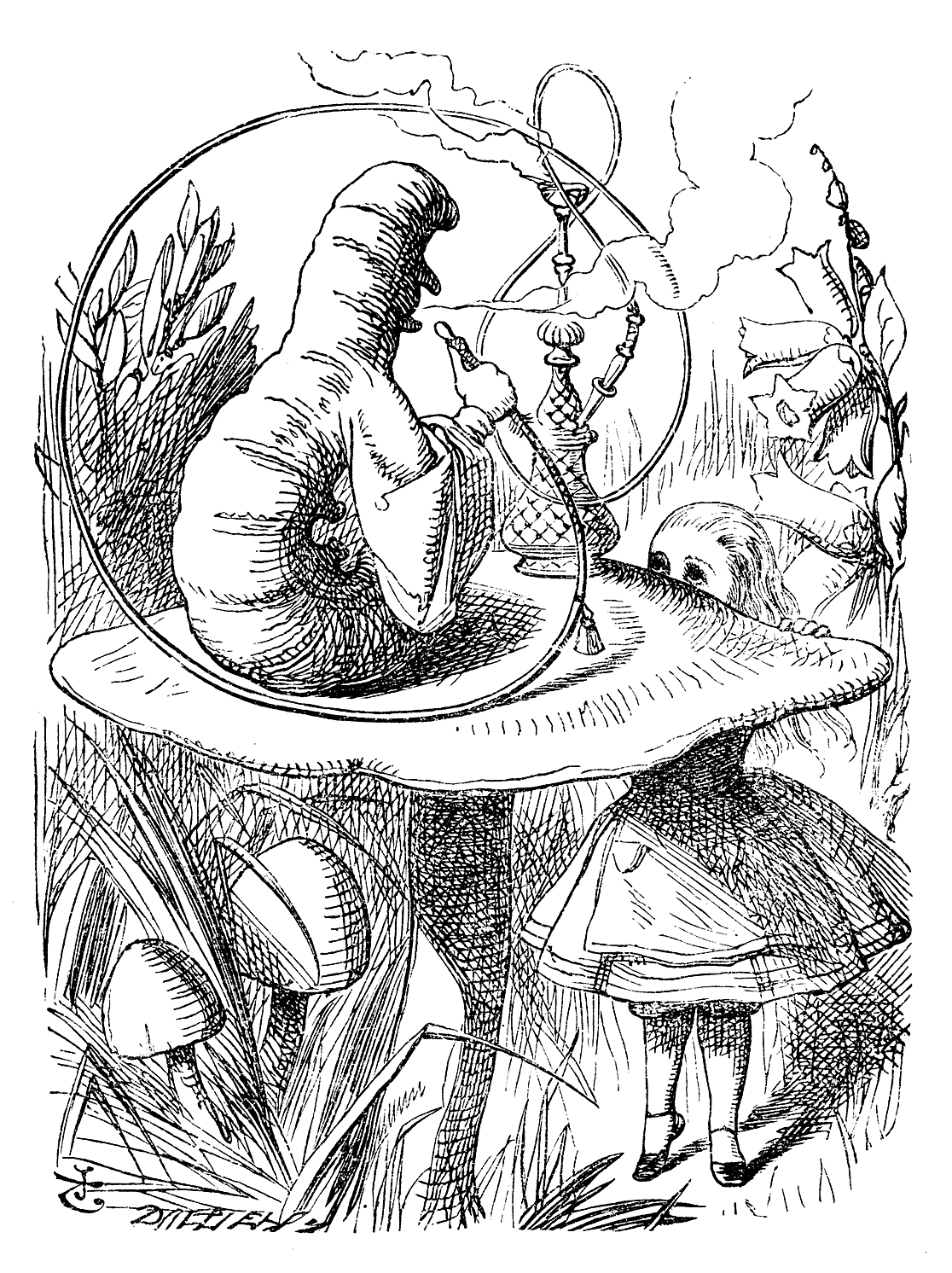
A ilustração de Sir John Tenniel da Lagarta para o livro Alice no País das Maravilhas, de Lewis Carroll, é conhecida por sua figura central ambígua, cuja cabeça pode ser vista como um rosto humano masculino com nariz e queixo pontiagudos ou como a extremidade da cabeça de uma lagarta real, com as duas primeiras pernas "verdadeiras" visíveis.

Ambiguidade é o tipo de significado em que uma expressão, declaração ou resolução não está explicitamente definida, tornando plausíveis várias interpretações. Um aspecto comum da ambiguidade é a incerteza. Portanto, é um atributo de qualquer ideia ou declaração cujo significado pretendido não pode ser resolvido de forma definitiva, de acordo com uma regra ou processo com um número finito de etapas. (O prefixo ambi- reflete a ideia de "dois", como em "dois significados").
O conceito de ambiguidade é geralmente contrastado com vagueza. Na ambiguidade, são permitidas interpretações específicas e distintas (embora algumas possam não ser imediatamente óbvias), ao passo que, com informações vagas, é difícil formar qualquer interpretação no nível desejado de especificidade.

## Formas linguísticas
A ambiguidade lexical é contrastada com a ambiguidade semântica. A primeira representa uma escolha entre um número finito de interpretações conhecidas e significativas dependentes do contexto. A última representa uma escolha entre qualquer número de interpretações possíveis, nenhuma das quais pode ter um significado padrão acordado. Essa forma de ambiguidade está intimamente relacionada à vagueza.
Argumenta-se que a ambiguidade na linguagem humana reflete princípios de comunicação eficiente. As linguagens que se comunicam de forma eficiente evitam enviar informações redundantes com as informações fornecidas no contexto. Isso pode ser demonstrado matematicamente para resultar em um sistema que é ambíguo quando o contexto é negligenciado. Dessa forma, a ambiguidade é vista como um recurso geralmente útil de um sistema linguístico.
A ambiguidade linguística pode ser um problema no direito, pois a interpretação de documentos escritos e acordos orais geralmente é de suma importância.

Análise estrutural de uma frase ambígua em espanhol: Pepe vio a Pablo enfurecido. Interpretação 1: Quando Pepe estava com raiva, ele viu Pablo. Interpretação 2: Pepe viu que Pablo estava com raiva. Aqui, a árvore sintática na figura representa a interpretação 2.

### Ambiguidade lexical
A ambiguidade lexical de uma palavra ou expressão se aplica ao fato de ela ter mais de um significado no idioma ao qual a palavra pertence. "Significado" aqui se refere ao que deve ser representado por um bom dicionário. Por exemplo, a palavra "banco" tem várias definições léxicas distintas, incluindo "instituição financeira" e "objeto para pessoas sentarem".
O contexto em que uma palavra ambígua é usada geralmente deixa mais claro qual dos significados é o pretendido. Se, por exemplo, alguém disser "guardei R$ 100 no banco", a maioria das pessoas pensaria em "banco" como instituição financeira, e não como objeto. Entretanto, alguns contextos linguísticos não fornecem informações suficientes para tornar uma palavra usada mais clara.
A ambiguidade lexical pode ser resolvida por métodos algorítmicos que associam automaticamente o significado apropriado a uma palavra no contexto, uma tarefa conhecida como desambiguação do sentido da palavra.
O uso de palavras com várias definições exige que o autor ou orador esclareça o contexto e, às vezes, elabore o significado específico pretendido (nesse caso, um termo menos ambíguo deveria ter sido usado). O objetivo de uma comunicação clara e concisa é que o receptor não tenha nenhum mal-entendido sobre o que se pretendia transmitir. Uma exceção a isso poderia ser um político cujas "palavras doninhas" e ofuscação são necessárias para obter o apoio de vários eleitores com desejos conflitantes e mutuamente exclusivos do candidato de sua escolha. A ambiguidade é uma ferramenta relevante na ciência política.
Mais problemáticas são as palavras cujos múltiplos significados expressam conceitos intimamente relacionados. "Bom", por exemplo, pode significar "útil" ou "funcional" (Esse é um bom martelo), "exemplar" (Ela é uma boa aluna), "agradável" (Essa sopa é boa), "moral" (uma boa pessoa versus a lição a ser aprendida em uma história), "justo" etc. "Eu tenho uma boa filha" não deixa claro qual é o sentido pretendido. As várias maneiras de aplicar prefixos e sufixos também podem criar ambiguidade como a palavra "incomunicável" que pode denotar alguém que está fora do alcance e não pode se comunicar ou pode se tratar de ideias impossíveis de serem transmitidas.

### Ambiguidade semântica e sintática
A ambiguidade semântica ocorre quando uma palavra, expressão ou frase, tirada do contexto, tem mais de uma interpretação. Em "Ele viu o amigo triste", a pessoa que viu o amigo pode estar triste ou o amigo estava triste. 
A ambiguidade sintática surge quando uma frase pode ter dois (ou mais) significados diferentes devido à estrutura da frase - sua sintaxe. Isso geralmente ocorre devido a uma expressão modificadora, como uma frase preposicional, cuja aplicação não é clara. "Ele comeu os biscoitos no sofá", por exemplo, pode significar que ele comeu os biscoitos que estavam no sofá (e não os que estavam na mesa), ou pode significar que ele estava sentado no sofá quando comeu os biscoitos. "Para entrar, você precisará de uma taxa de entrada de R$ 10 ou seu voucher e sua carteira de motorista" pode significar que a pessoa precisa OU de dez dólares OU do voucher e da carteira de motorista; ou pode significar que é preciso apresentar a carteira de motorista E pagar dez dólares OU apresentar um voucher. Somente reescrever a frase ou colocar a pontuação apropriada pode resolver uma ambiguidade sintática. Para a noção e os resultados teóricos sobre ambiguidade sintática em linguagens artificiais e formais (como linguagens de programação de computadores), consulte "Gramática ambígua".
Normalmente, a ambiguidade semântica e a sintática andam de mãos dadas. A frase "Ele viu o amigo triste" também é sintaticamente ambígua. Por outro lado, uma frase como "Ele comeu os biscoitos no sofá" também é semanticamente ambígua. É comum que uma expressão sintaticamente não ambígua tenha uma ambiguidade semântica; por exemplo, a ambiguidade lexical em "Seu chefe é um homem engraçado" é puramente semântica, levando à resposta "Engraçado 'ha-ha' ou engraçado peculiar?".
A linguagem falada pode conter muitos outros tipos de ambiguidades, que são chamadas de ambiguidades fonológicas, em que há mais de uma maneira de compor um conjunto de sons em palavras. Por exemplo, "ice cream" (sorvete) e "I scream" (eu grito). Essa ambiguidade geralmente é resolvida de acordo com o contexto. Uma audição errônea, baseada em uma ambiguidade resolvida incorretamente, é chamada de virundum.

## Filosofia
Os filósofos (e outros usuários da lógica) gastam muito tempo e esforço procurando e removendo (ou adicionando intencionalmente) a ambiguidade nos argumentos porque ela pode levar a conclusões incorretas e pode ser usada para ocultar deliberadamente argumentos ruins. Por exemplo, um político pode dizer: "Eu me oponho aos impostos que impedem o crescimento econômico", um exemplo de generalidade brilhante. Alguns pensarão que ele se opõe aos impostos em geral porque eles impedem o crescimento econômico. Outros podem pensar que ele se opõe apenas aos impostos que, segundo ele, prejudicam o crescimento econômico. Na escrita, a frase pode ser reescrita para reduzir possíveis interpretações errôneas, seja adicionando uma vírgula após "impostos" (para transmitir o primeiro sentido) ou reescrevendo-a de outras maneiras. O político desonesto espera que cada eleitor interprete a declaração da maneira mais desejável e pense que o político apoia a opinião de todos. No entanto, o oposto também pode ser verdadeiro - um oponente pode transformar uma declaração positiva em uma declaração negativa se o orador usar ambiguidade (intencionalmente ou não). As falácias lógicas da anfibologia e do equívoco dependem muito do uso de palavras e frases ambíguas.
Na filosofia continental (especialmente na fenomenologia e no existencialismo), há uma tolerância muito maior à ambiguidade, pois ela é vista, em geral, como parte integrante da condição humana. Martin Heidegger argumentou que a relação entre o sujeito e o objeto é ambígua, assim como a relação entre mente e corpo, e entre parte e todo. Na fenomenologia de Heidegger, o Dasein está sempre em um mundo significativo, mas há sempre um pano de fundo subjacente para cada instância de significação. Assim, embora algumas coisas possam ser certas, elas têm pouco a ver com o senso de cuidado e a ansiedade existencial do Dasein, por exemplo, diante da morte. Ao chamar sua obra O Ser e o Nada de "ensaio de ontologia fenomenológica", Jean-Paul Sartre segue Heidegger ao definir a essência humana como ambígua ou ao se relacionar fundamentalmente com essa ambiguidade. Simone de Beauvoir tenta basear uma ética nos escritos de Heidegger e Sartre (A Ética da Ambiguidade), em que ela destaca a necessidade de lidar com a ambiguidade: "desde que existem filósofos e eles pensem, a maioria deles tenta mascarar a ambiguidade... E a ética que eles propuseram a seus discípulos sempre teve o mesmo objetivo. Tem sido uma questão de eliminar a ambiguidade, tornando-se pura interioridade ou pura exterioridade, escapando do mundo sensível ou sendo engolido por ele, rendendo-se à eternidade ou encerrando-se no puro momento". A ética não pode se basear na certeza autorizada dada pela matemática e pela lógica, ou prescrita diretamente a partir das descobertas empíricas da ciência. Ela afirma: "Já que não conseguimos fugir dela, vamos, portanto, tentar olhar a verdade de frente. Vamos tentar assumir nossa ambiguidade fundamental. É no conhecimento das condições genuínas de nossa vida que devemos buscar nossa força para viver e nossa razão para agir".
Outros filósofos continentais sugerem que conceitos como vida, natureza e sexo são ambíguos. Corey Anton argumentou que não podemos ter certeza do que é separado ou unificado com outra coisa: a linguagem, afirma ele, divide o que não é, de fato, separado. Seguindo Ernest Becker, ele argumenta que o desejo de "desambiguar com autoridade" o mundo e a existência levou a várias ideologias e eventos históricos, como o genocídio. Com base nisso, ele argumenta que a ética deve se concentrar em "integrar dialeticamente os opostos" e equilibrar a tensão, em vez de buscar validação ou certeza a priori. Como os existencialistas e fenomenologistas, ele vê a ambiguidade da vida como a base da criatividade.

## Literatura e retórica
Na literatura e na retórica, a ambiguidade pode ser uma ferramenta útil. A piada clássica de Groucho Marx depende de uma ambiguidade gramatical para seu humor, por exemplo: "Ontem à noite, matei um elefante em meu pijama. Como ele coube no meu pijama, eu nunca saberei". Músicas e poesias geralmente usam palavras ambíguas para efeito artístico, como no título da música "Don't It Make My Brown Eyes Blue" (em que "blue" pode se referir à cor ou à tristeza).
Na narrativa, a ambiguidade pode ser introduzida de várias maneiras: motivo, enredo, personagem. F. Scott Fitzgerald usa o último tipo de ambiguidade com efeito notável em seu romance O Grande Gatsby.

## Notação matemática
A notação matemática é uma ferramenta útil que elimina muitos mal-entendidos associados à linguagem natural na física e em outras ciências. No entanto, ainda existem algumas ambiguidades inerentes devido a razões lexicais, sintáticas e semânticas que persistem na notação matemática.

### Nomes de funções
A ambiguidade no estilo de escrever uma função não deve ser confundida com uma função multivalorada, que pode (e deve) ser definida de forma determinística e inequívoca. Várias funções especiais ainda não têm notações estabelecidas. Em geral, a conversão para outra notação exige a escala do argumento ou do valor resultante; às vezes, o mesmo nome da função é usado, causando confusões. Exemplos de tais funções não estabelecidas:
- Função sinc.
- Integral elíptica de terceiro tipo; ao traduzir a integral elíptica do MAPLE para o Mathematica, deve-se substituir o segundo argumento pelo seu quadrado.
- Exponencia integral.[6]
- Polinômio de Hermite.[6]

### Expressões
Expressões ambíguas aparecem com frequência em textos físicos e matemáticos. É prática comum omitir sinais de multiplicação em expressões matemáticas. Além disso, é comum dar o mesmo nome a uma variável e a uma função, por exemplo, {\displaystyle f=f(x)}Então, se alguém vir {\displaystyle f=f(y+1)}, não há como distinguir se isso significa {\displaystyle f=f(x)} multiplicado por {\displaystyle (y+1)} ou a função {\displaystyle f} avaliada no argumento igual a {\displaystyle (y+1)}. Em cada caso de uso de tais notações, o leitor deve ser capaz de realizar a dedução e revelar o verdadeiro significado.
Os criadores de linguagens algorítmicas tentam evitar ambiguidades. Muitas linguagens algorítmicas (C++ e Fortran) exigem o caractere * como símbolo de multiplicação. A linguagem Wolfram usada no Mathematica permite que o usuário omita o símbolo de multiplicação, mas exige colchetes para indicar o argumento de uma função; colchetes não são permitidos para agrupar expressões. A Fortran, além disso, não permite o uso do mesmo nome (identificador) para objetos diferentes, por exemplo, função e variável; em particular, a expressão {\displaystyle f=f(x)} é qualificada como um erro.
A ordem das operações pode depender do contexto. Na maioria das linguagens de programação, as operações de divisão e multiplicação têm a mesma prioridade e são executadas da esquerda para a direita. Até o século XX, muitos editoriais presumiam que a multiplicação era executada primeiro, por exemplo, {\displaystyle a/bc} é interpretado como {\displaystyle a/(bc)}; nesse caso, a inserção de parênteses é necessária ao traduzir as fórmulas para uma linguagem algorítmica. Além disso, é comum escrever um argumento de uma função sem parênteses, o que também pode levar à ambiguidade. No estilo das revistas científicas, usam-se letras romanas para denotar funções elementares, enquanto as variáveis são escritas em itálico. Por exemplo, em revistas de matemática, a expressão {\displaystyle sen} não denota a função seno, mas o produto das três variáveis {\displaystyle s}, {\displaystyle e}, {\displaystyle n}, embora na notação informal de uma apresentação de slides ela possa significar {\displaystyle sen}.
Às vezes, as vírgulas em subscritos e sobrescritos multicomponentes são omitidas; essa também é uma notação potencialmente ambígua. Por exemplo, na notação {\displaystyle T_{mnk}}, o leitor só pode inferir, a partir do contexto, se isso significa um objeto de índice único, tomado com o subscrito igual ao produto das variáveis {\displaystyle m}, {\displaystyle n} e {\displaystyle k}, ou é uma indicação de um tensor trivalente.

### Exemplos de expressões matemáticas ambíguas e potencialmente confusas
Uma expressão como {\displaystyle \operatorname {sen} ^{2}\alpha /2} pode ser entendida como {\displaystyle (\operatorname {sen} ^{2}(\alpha ))/2} ou {\displaystyle (\operatorname {sen} \alpha )^{2}/2}. Muitas vezes, a intenção do autor pode ser entendida pelo contexto, nos casos em que apenas uma das duas faz sentido, mas uma ambiguidade como essa deve ser evitada, por exemplo, escrevendo {\displaystyle \operatorname {sen} ^{2}(\alpha /2)} ou {\displaystyle {\frac {1}{2}}\operatorname {sen} ^{2}\alpha }.
A expressão {\displaystyle \operatorname {sen} ^{-1}\alpha } significa {\displaystyle \ arcsen(\alpha )} em vários textos, embora possa ser considerada como {\displaystyle (\operatorname {sen} \alpha )^{-1}}, já que {\displaystyle \ sen^{n}\alpha } geralmente significa {\displaystyle (\operatorname {sen} \alpha )^{n}}. Por outro lado, {\displaystyle \sin ^{2}\alpha } pode parecer significar {\displaystyle \sin(\sin \alpha )}, pois essa notação de exponenciação geralmente denota iteração de função: em geral, {\displaystyle f^{2}(x)} significa {\displaystyle f(f(x))}. Entretanto, para funções trigonométricas e hiperbólicas, essa notação convencionalmente significa exponenciação do resultado da aplicação da função.
A expressão {\displaystyle a/2b} pode ser interpretada como {\displaystyle (a/2)b}; no entanto, é mais comumente entendida como {\displaystyle a/(2b)}.

### Notações em óptica quântica e mecânica quântica
É comum definir os estados coerentes na óptica quântica com {\displaystyle ~|\alpha \rangle ~} e os estados com número fixo de fótons com {\displaystyle ~|n\rangle ~}. Então, há uma "regra não escrita": o estado é coerente se houver mais caracteres gregos do que caracteres latinos no argumento, e o estado de {\displaystyle n} fótons se os caracteres latinos dominarem. A ambiguidade se torna ainda pior se {\displaystyle ~|x\rangle ~} for usado para os estados com determinado valor da coordenada e {\displaystyle ~|p\rangle ~} significar o estado com determinado valor do momento, o que pode ser usado em livros sobre mecânica quântica. Essas ambiguidades levam a confusões, especialmente se forem usadas algumas variáveis adimensionais normalizadas e sem dimensão. A expressão {\displaystyle |1\rangle } pode significar um estado com um único fóton, ou o estado coerente com amplitude média igual a 1, ou o estado com momento igual à unidade, e assim por diante. O leitor deve adivinhar a partir do contexto.

### Termos ambíguos em física e matemática
Algumas quantidades físicas ainda não têm notações estabelecidas; seu valor (e, às vezes, até sua dimensão, como no caso dos coeficientes de Einstein) depende do sistema de notações. Muitos termos são ambíguos. Cada uso de um termo ambíguo deve ser precedido pela definição, adequada para um caso específico. Assim como Ludwig Wittgenstein afirma no Tractatus Logico-Philosophicus: "... Somente no contexto de uma proposição é que um nome tem significado".
Um termo altamente confuso é ganho. Por exemplo, a frase "o ganho de um sistema deve ser dobrado", sem contexto, significa quase nada.
- Pode significar que a razão entre a tensão de saída de um circuito elétrico e a tensão de entrada deve ser dobrada.
- Pode significar que a relação entre a potência de saída de um circuito elétrico ou óptico e a potência de entrada deve ser dobrada.
- Pode significar que o ganho do meio do laser deve ser dobrado, por exemplo, dobrando a população do nível superior do laser em um sistema de quase dois níveis (supondo que a absorção do estado fundamental seja insignificante).

O termo intensidade é ambíguo quando aplicado à luz. O termo pode se referir a qualquer tipo de irradiância, intensidade luminosa, intensidade de radiação ou radiância, dependendo do histórico da pessoa que usa o termo.
Além disso, as confusões podem estar relacionadas ao uso da razão atômica como medida da concentração de um dopante ou da resolução de um sistema de imagem, como medida do tamanho do menor detalhe que ainda pode ser resolvido no fundo do ruído estatístico. Consulte também "Exatidão e precisão".
O paradoxo de Berry surge como resultado da ambiguidade sistemática no significado de termos como "definível" ou "nomeável". Termos desse tipo dão origem a falácias de círculo vicioso. Outros termos com esse tipo de ambiguidade são: satisfatório, verdadeiro, falso, função, propriedade, classe, relação, cardinal e ordinal.

## Interpretação matemática da ambiguidade

O cubo de Necker e o cubo impossível, um objeto subdeterminado e um objeto sobredeterminado, respectivamente.

Na matemática e na lógica, a ambiguidade pode ser considerada uma instância do conceito lógico de subdeterminação - por exemplo, {\displaystyle X=Y} deixa em aberto qual é o valor de {\displaystyle X} - enquanto seu oposto é uma autocontradição, também chamada de inconsistência, paradoxo ou oxÍmoro, ou, na matemática, um sistema inconsistente - como {\displaystyle X=2},{\displaystyle X=3}, que não tem solução.
A ambiguidade lógica e a autocontradição são análogas à ambiguidade visual e aos objetos impossíveis, como o cubo de Necker e o cubo impossível, ou muitos dos desenhos de M. C. Escher.

## Linguagem construída
Algumas linguagens foram criadas com a intenção de evitar a ambiguidade, especialmente a ambiguidade lexical. Lojban e Loglan são duas linguagens relacionadas que foram criadas para isso, com foco principal na ambiguidade sintática também. As linguagens podem ser faladas e escritas. A intenção dessas linguagens é oferecer maior precisão técnica em relação às grandes linguagens naturais, embora, historicamente, essas tentativas de aprimoramento da linguagem tenham sido criticadas. As linguagens compostas de muitas fontes diferentes contêm muita ambiguidade e inconsistência. As muitas exceções às regras de sintaxe e semântica são demoradas e difíceis de aprender.

## Biologia
Na biologia estrutural, a ambiguidade foi reconhecida como um problema para o estudo das conformações das proteínas. A análise da estrutura tridimensional de uma proteína consiste em dividir a macromolécula em subunidades chamadas domínios. A dificuldade dessa tarefa decorre do fato de que podem ser usadas diferentes definições do que é um domínio (por exemplo, autonomia de dobragem, função, estabilidade termodinâmica ou movimentos de domínio), o que às vezes resulta em uma única proteína com atribuições de domínio diferentes, mas igualmente válidas.

## Cristianismo e judaísmo
O cristianismo e o judaísmo empregam o conceito de paradoxo como sinônimo de "ambiguidade". Muitos cristãos e judeus endossam a descrição de Rudolf Otto do sagrado como "mysterium tremendum et fascinans" (o mistério inspirador que fascina os seres humanos). O apócrifo Livro de Judite é conhecido pela "ambiguidade engenhosa" expressa por sua heroína; por exemplo, ela diz ao vilão da história, Holofernes, "meu senhor não deixará de alcançar seus propósitos", sem especificar se meu senhor se refere ao vilão ou a Deus.
O escritor católico ortodoxo G. K. Chesterton empregava regularmente o paradoxo para desvendar os significados de conceitos comuns que ele considerava ambíguos ou para revelar significados frequentemente ignorados ou esquecidos em frases comuns: o título de um de seus livros mais famosos, Ortodoxia (1908), empregava esse tipo de paradoxo.

## Música
Na música, as peças ou seções que confundem as expectativas e podem ser ou são interpretadas simultaneamente de diferentes maneiras são ambíguas, como alguma politonalidade, polímetria, outros metros ou ritmos ambíguos e fraseado ambíguo, ou (Stein 2005, p. 79) qualquer aspecto da música. A música da África é muitas vezes propositalmente ambígua. Citando Sir Donald Francis Tovey (1935, p. 195), "Os teóricos estão aptos a se atormentar com esforços vãos para remover a incerteza justamente onde ela tem um alto valor estético".

## Artes visuais

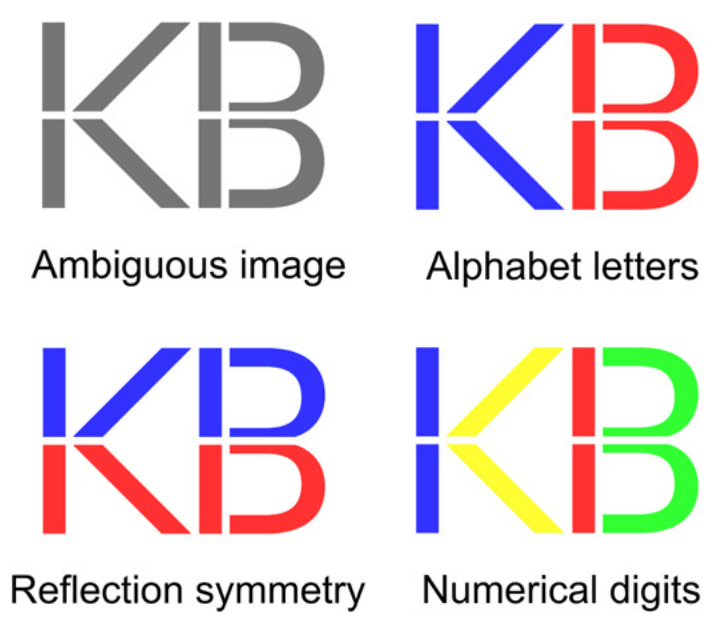
Essa imagem pode ser interpretada de três maneiras: como as letras "K B", como a desigualdade matemática "1 < 13" ou como as letras "V D" com sua imagem espelhada.

Nas artes visuais, certas imagens são visualmente ambíguas, como o cubo de Necker, que pode ser interpretado de duas maneiras. As percepções de tais objetos permanecem estáveis por um tempo e depois podem mudar, um fenômeno chamado de percepção multiestável. O oposto de tais imagens ambíguas são os objetos impossíveis.
Imagens ou fotografias também podem ser ambíguas em nível semântico: a imagem visual não é ambígua, mas o significado e a narrativa podem ser ambíguos: uma determinada expressão facial pode ser de animação ou medo, por exemplo.

## Psicologia social e o efeito espectador
Na psicologia social, a ambiguidade é um fator usado para determinar as respostas das pessoas a várias situações. Altos níveis de ambiguidade em uma emergência (por exemplo, um homem inconsciente deitado em um banco de praça) tornam as testemunhas menos propensas a oferecer qualquer tipo de assistência, devido ao medo de que possam ter interpretado mal a situação e agido desnecessariamente. Por outro lado, emergências não ambíguas (por exemplo, uma pessoa ferida pedindo ajuda verbalmente) provocam intervenções e assistência mais consistentes. Com relação ao efeito espectador, estudos demonstraram que as emergências consideradas ambíguas desencadeiam o surgimento do efeito espectador clássico (em que mais testemunhas diminuem a probabilidade de qualquer uma delas ajudar) muito mais do que as emergências não ambíguas.

## Ciência da computação
Na ciência da computação, os prefixos do SI kilo-, mega- e giga- foram historicamente usados em determinados contextos para significar as três primeiras potências de 1024 (1024, 10242 e 10243), ao contrário do sistema métrico, no qual essas unidades significam inequivocamente mil, um milhão e um bilhão. Esse uso é particularmente predominante em dispositivos de memória eletrônica (por exemplo, DRAM) endereçados diretamente por um registro de máquina binário, em que uma interpretação decimal não faz sentido prático.
Posteriormente, os prefixos Ki, Mi e Gi foram introduzidos para que os prefixos binários pudessem ser escritos explicitamente, tornando k, M e G não ambíguos em textos em conformidade com o novo padrão - isso gerou uma nova ambiguidade em documentos de engenharia que não apresentavam vestígios dos prefixos binários (indicando necessariamente o novo estilo) quanto ao fato de o uso de k, M e G permanecer ambíguo (estilo antigo) ou não (novo estilo). 1 M (onde M é ambiguamente 1.000.000 ou 1.048.576) é menos incerto do que o valor de engenharia 1,0e6 (definido para designar o intervalo de 950.000 a 1.050.000). À medida que os dispositivos de armazenamento não voláteis começam a ultrapassar a capacidade de 1 GB (onde a ambiguidade começa a afetar rotineiramente o segundo dígito significativo), GB e TB quase sempre significam 109 e 1012 bytes.